# Austrocerus angustata
Austrocerus angustata är en insektsart som beskrevs av Evans 1941. Austrocerus angustata ingår i släktet Austrocerus och familjen dvärgstritar. Inga underarter finns listade i Catalogue of Life.